# NGC 732
NGC 732 è una galassia lenticolare situata nella costellazione di Andromeda, a una distanza di circa 272 milioni di anni luce dalla nostra Via Lattea.

## Scoperta
La galassia è stata scoperta il 5 dicembre 1883 dall'astronomo francese Édouard Stephan.

## Descrizione
NGC 732 è una galassia il cui nucleo è brillante nell'ultravioletto. È classificata come galassia di Markarian e inclusa nel suo catalogo con il codice Mrk 1011 (MK 1011).